# Прямой репортаж о смерти
«Прямой репортаж о смерти» (фр. La Mort en direct, в советском прокате «Преступный репортаж») — французский фантастический художественный фильм, поставленный режиссёром Бертраном Тавернье по роману Дэвида Комптона «Продолжающаяся Кэтрин Мортенхоу» (англ. The Continuous Katherine Mortenhoe). Премьера фильма состоялась во Франции 23 января 1980 года. За время проката во Франции фильм посмотрело 1 013 842 кинозрителей.

## Сюжет
Действие фильма происходит в окрестностях Глазго в недалёком будущем. Некий телевизионный босс решает показать зрителям сенсационный репортаж о последних часах жизни человека. Выбор падает на писательницу Кэтрин. А репортёру Родди, взявшемуся за это грязное дело, в мозг вмонтировали минипередатчик, а глаза служат объективами. Но Родди увлекается жертвой и, чтобы спасти её, ослепляет себя.

## В ролях
- Роми Шнайдер — Кэтрин Мортенхоу
- Харви Кейтель — Родди
- Гарри Дин Стэнтон — Винсент Ферриман
- Тереза Лиотар — Трейси
- Макс фон Сюдов — Джеральд Мортенхоу
- Кэролайн Лэнгриш — девушка в баре
- Уильям Рассел — доктор Мэйсон
- Вадим Гловна — Гарри Грейвс
- Ева Мария Майнеке — доктор Клаузен
- Бернхард Викки — отец Кэтрин

## Награды
1980 — номинация на приз «Золотой медведь» 30-го МКФ в Западном Берлине.